# Ghostface
Ghostface er fiktiv person og antagonist i gyserfilmene Scream. Han bærer en hvid maske, der er inspireret af maleriet Skriget af Edvard Munch. Hans typiske våben er en jagtkniv.